# RK Metaloplastika
RK Metaloplastika (serbiska: Рукометни клуб Металопластика, Rukometni klub Metaloplastika; Handbollsklubben Metaloplastika) är en handbollsklubb från Šabac i Serbien, bildad 25 december 1958. Klubben är sedan 1970-talet en av Jugoslaviens/Serbiens bästa, och var mest framgångsrik under 1980-talet, då de vann Europacupen (nuvarande EHF Champions League) två gånger, 1985 och 1986.
Utöver de två segrarna, 1985 och 1986, har klubben förlorat i finalen av Europacupen en gång, 1984, och åkt ut i semifinal tre gånger, 1983, 1987 och 1988. 2014 kom klubben till final i EHF Challenge Cup, men förlorade mot IK Sävehof.

## Meriter i urval
- Europacupmästare: 2 (1985 och 1986)
- Jugoslaviska mästare: 7 (1982, 1983, 1984, 1985, 1986, 1987 och 1988)
- Serbiska cupmästare: 1 (2016)

## Spelare i urval
- / Mirko Bašić (1980–1989)
- / Petar Fajfrić
- / Mile Isaković (–1986)
- / Veselin Vujović (1979–1988)
- / Veselin Vuković (–1987)
- / Slobodan Kuzmanovski (–1992, tränare 2004–2005)
- // Zlatko Portner (1982–1989)
- / Jovica Cvetković (1984–1985)
- Milutin Dragićević (–2005, 2014–)
- / Zoran Živković (även tränare)
- Dane Šijan (–1998)
- Nemanja Milošević
- Zoran Mikulić (1986–1990)
- Sergo Datukasjvili